# Leytonstone (stacja metra)
Leytonstone – stacja londyńskiego metra położona na trasie Central Line, na granicy trzeciej i czwartej strefy biletowej, we wschodnim Londynie. Znajduje się w dzielnicy Leytonstone w gminie Waltham Forest. W kierunku centrum miasta kolejną stacją jest Leyton, natomiast w kierunku przeciwnym Central Line rozdziela się na dwie gałęzie - w stronę Epping kolejną stacją jest Snaresbrook, a w kierunku Woodford - stacja Wanstead.
Stacja została otwarta 22 sierpnia 1856 roku.
Na cześć setnej rocznicy urodzin reżysera Alfreda Hitchcocka (urodzonego 13 sierpnia 1899 w Leytonstone) przedstawiciele London Borough of Waltham Forest zlecili pracowni Greenwich Mural Workshop wykonanie serii 17 mozaik przedstawiających życie i pracę artysty. Projekt rozpoczęty został w czerwcu 2000 roku, a 3 maja 2001 odsłonięto mozaiki na ścianach stacji Leytonstone.

## Połączenia
Stację obsługują autobusy linii 66, 145, 257, W13, W14, W15, W16, W19 i N8.

## Galeria

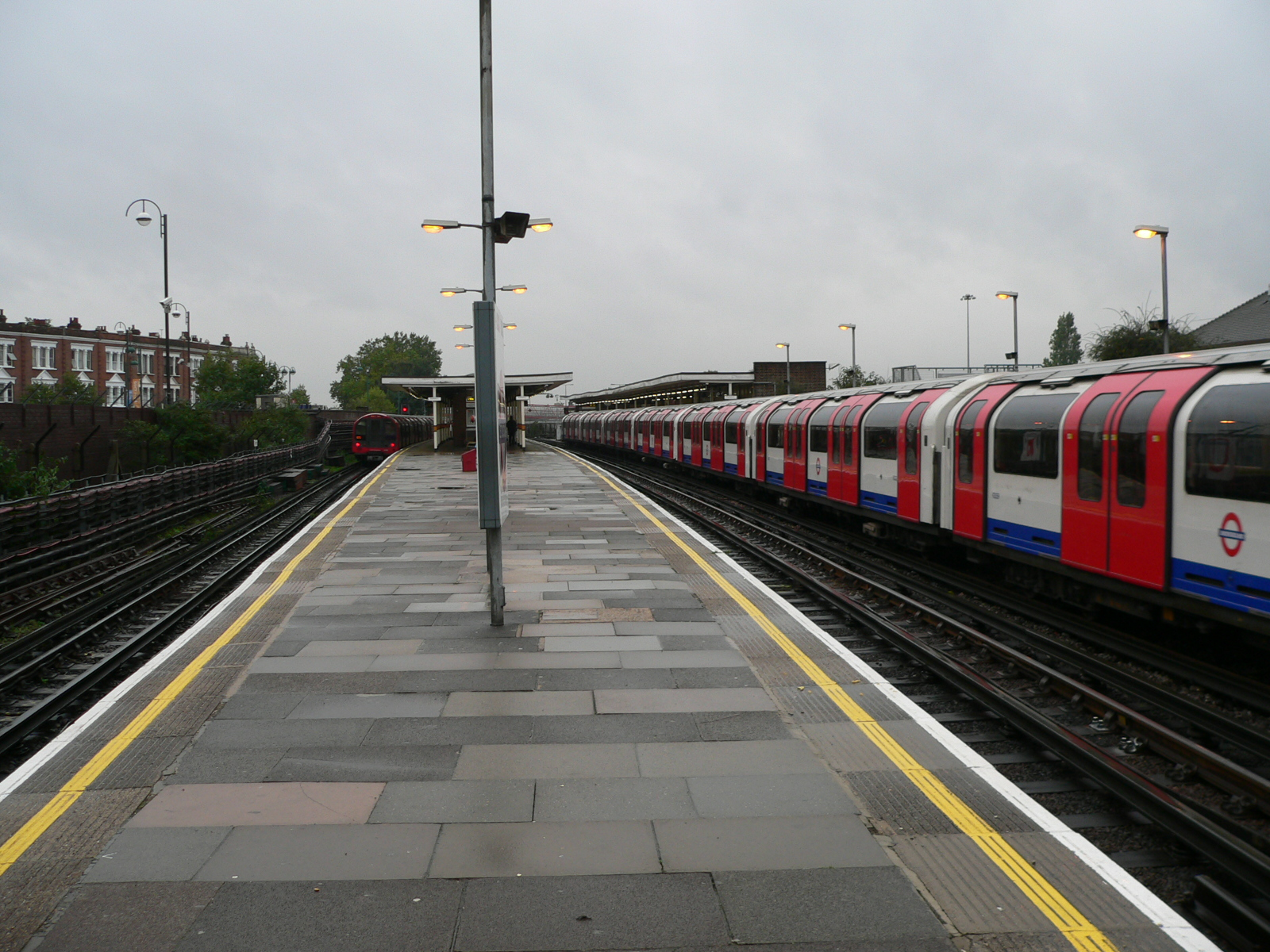
Platforma w kierunku zachodnim
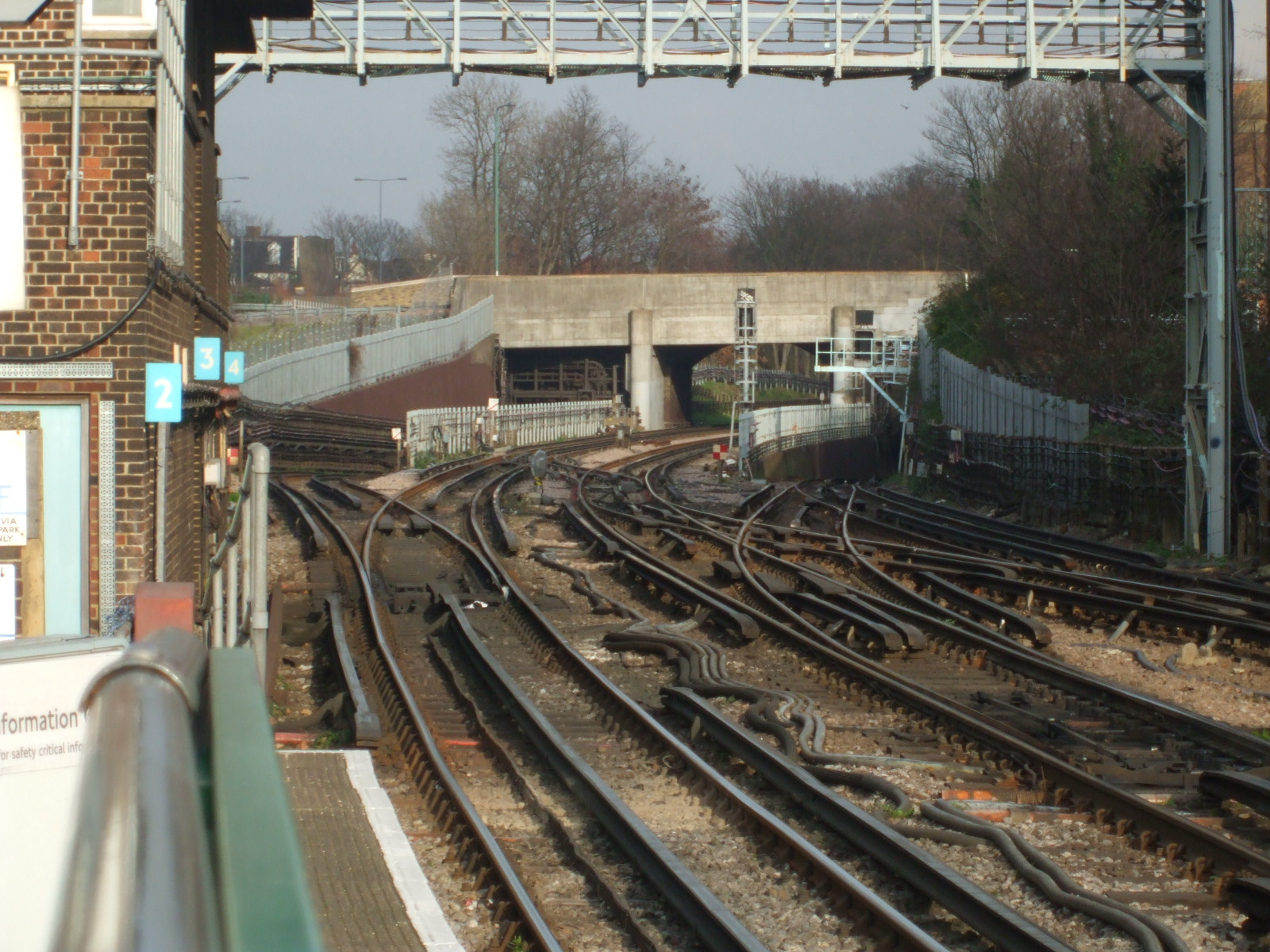
Rozjazd za stacją Leytonstone
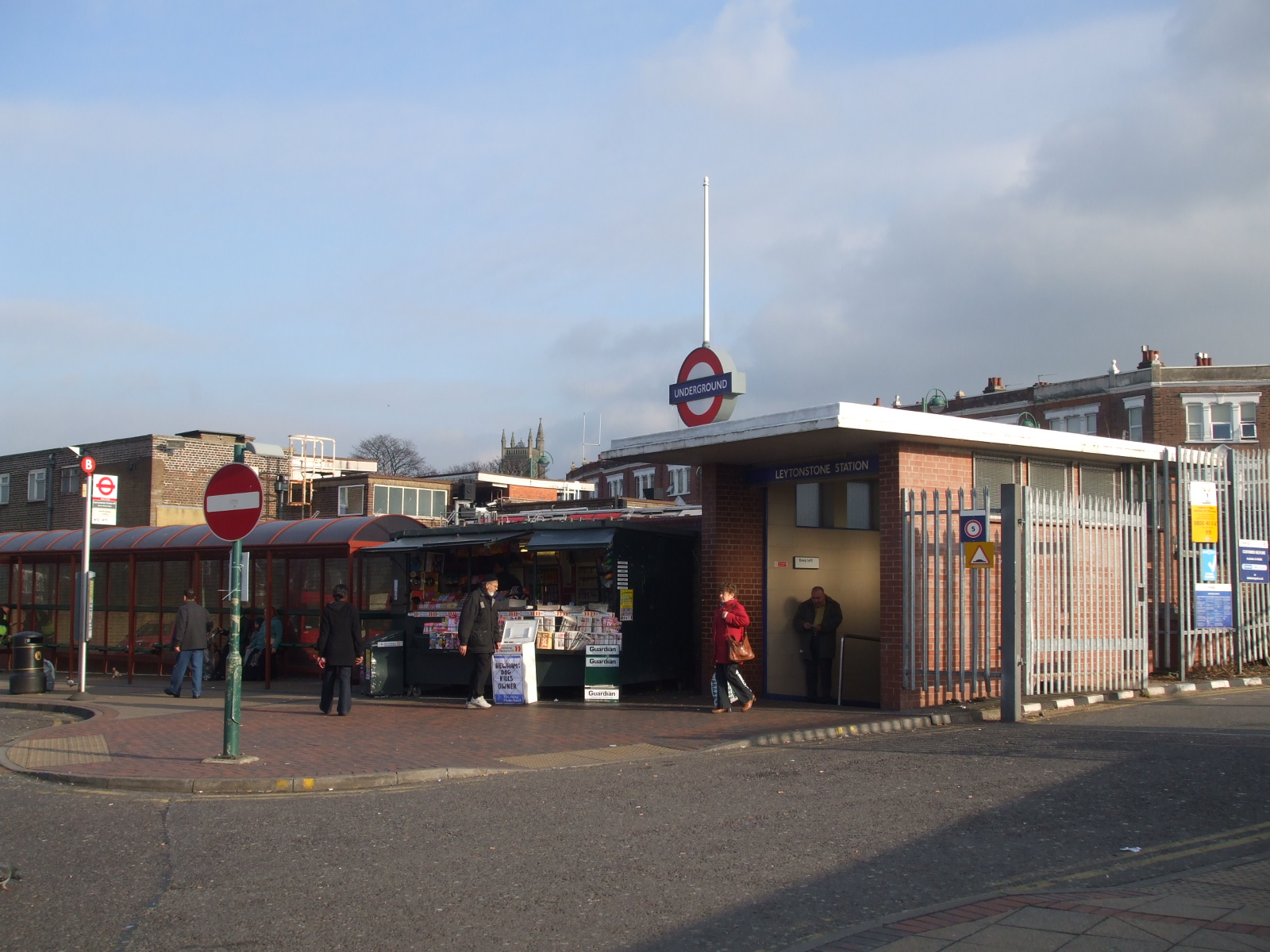
Zachodnie wejście na stację od strony Grove Green Road